# Godzilla vs. Biollante
Godzilla vs. Biollante är en japansk film från 1989 regisserad av Kazuki Omori. Det är den sjuttonde filmen om det klassiska filmmonstret Godzilla.

## Handling
Vetenskapsmän samlar in genetiskt material från den muterade dinosaurien Godzilla. Ett land i Mellanöstern vill ha proverna för egna ändamål. Samtidigt kombinerar en ensam forskare Godzillas genetiska kod med den från en ros och från sin egen avlidna dotter. Resultatet blir Biollante, en växt med jättelika proportioner. Till råga på allt upptäcker en kvinna Godzilla som stirrar ut från sitt vulkaniska fängelse. Militären sänder flygplan för att stoppa monstret från att förstöra Japan. Samtidigt börjar Godzilla en dödlig kamp mot den snabbt muterande Biollante.

## Om filmen
Filmen hade världspremiär i Japan den 16 december 1989, den har inte haft svensk premiär.

## Rollista (urval)
- Kunihiko Mitamura - Kazuhito Kirishima
- Yoshiko Tanaka - Asuka Okouchi
- Masanobu Takashima - major Sho Kuroki
- Koji Takahashi - doktor Shiragami
- Kenpachiro Satsuma - Godzilla
- Masashi Takegumi - Biollante
- Yoshitaka Kimura - Biollante
- Shigeru Shibazaki - Biollante

## Utmärkelser
- 1990 - Mainichi Film Concours - Bästa skådespelerska, Yoshiko Tanaka
- 1991 - Award of the Japanese Academy - Årets nykomling, Masanobu Takashima